# روبرت إيرل هيوز
روبرت إيرل هيوز (بالإنجليزية: Robert Earl Hughes) (4 يونيو 1926 في بايليس (إلينوي)-10 يوليو 1958 في بريمن، إنديانا) خلال حياته، كان أثقل إنسان سُجِّل في تاريخ العالم، واقترب وزنه من 486 كجم، وكان سبب زيادة وزنه خلل في الغدة النخامية.

## وصلات خارجية
- "Robert+Earl+Hughes"&lr=&ei=LhWrS968MITylQTGl5CmDQ&cd=12#v=onepage&q="Robert%20Earl%20Hughes"&f=false "LIFE" - Google Books
- "1041-Pound Man Flying to New York for TV" - Los Angeles Times نسخة محفوظة 18 مارس 2013 على موقع واي باك مشين.
- "It's All in How You Look at It" - Kentucky New Era
- "Casket for World's Largest Man" - The Miami News
- "Against the Groin" - SI Vault نسخة محفوظة 26 أبريل 2014 على موقع واي باك مشين.
- "Yary, Just Growing Boy, Hopes to Weigh 290 By Next Season" - Los Angeles Times نسخة محفوظة 18 مارس 2013 على موقع واي باك مشين.
- "Big heart: remembering Robert Earl Hughes, 1926-1958" - Google Books
- "Robert+Earl+Hughes"&dq="Robert+Earl+Hughes"&ei=4xSrS_PLK4KOkATSjMibDQ&cd=2 "Incredible!" - Google Books